# 陽の当たる大通り
「陽の当たる大通り」（ひのあたるおおどおり）は、1994年10月21日にリリースされたピチカート・ファイヴの通算8枚目のシングル。

## 解説
アルバム『オーヴァードーズ』（1994年10月1日）からのリカット。
前奏と後奏が短縮されたシングル・ヴァージョン。
青山商事『CALAJA』CMソング。
CDシングルとビデオシングルの2形態で発売。
ビデオシングルはピチカート・ファイヴ初・唯一のリリース。

## 収録曲
CD (CODA-510)
1. 陽の当たる大通りon the sunny side of the street
  - 詞／曲：小西康陽
  - 青山商事『CALAJA』CMソング。
  - 英語タイトルはジャズのスタンダード・ナンバー「On the Sunny Side of the Street」から引用されている。
2. きよしこの夜silent night
  - 詞／曲：小西康陽
  - 1992年12月に行われた中野サンプラザでのライヴ・レコーディング。
  - 有名なクリスマス・キャロルとは同名異曲。
3. 陽の当たる大通りon the sunny side of the street (instrumental)
  - 曲：小西康陽

ビデオシングル (COVA-4399)
1. 陽の当たる大通りon the sunny side of the street
  - 詞／曲：小西康陽
2. きよしこの夜silent night
  - 詞／曲：小西康陽

## 収録アルバム
- アルバム『オーヴァードーズ』（1994年10月1日）
- ベスト・アルバム『ピチカート・ファイヴTYO〜Big Hits and Jet Lags 1991-1995』（1995年3月1日）- Sunday Morning Takimiix（remixed by瀧見憲司）
- ベスト・アルバム『ピチカート・ファイヴJPN〜Big Hits and Jet Lags 1994-1997』（1997年12月10日）
- ベスト・アルバム『シングルス』（2001年6月21日）

## カヴァー
- キリンジ - トリビュート・アルバム『戦争に反対する唯一の手段は。-ピチカート・ファイヴのうたとことば-』（2002年）に収録。
- 野宮真貴 - セルフカヴァー・アルバム『30 〜Greatest Self Covers & More!!!〜』（2012年）に収録。